# Galaksowate
Galaksowate (Galaxiidae) – rodzina małych ryb stynkokształtnych (Osmeriformes). Niektóre gatunki są poławiane dla smacznego, delikatnego mięsa.

## Występowanie i biotop
Przybrzeżne strefy morskie oraz wody słodkie półkuli południowej – południowa Australia, Tasmania i Nowa Zelandia, Ameryka Południowa i południowa Afryka. Galaxias maculatus jest prawdopodobnie najbardziej rozpowszechnioną w naturze rybą słodkowodną. Niektóre galaksowate są gatunkami dwuśrodowiskowymi.

## Cechy charakterystyczne
Ciało wydłużone, bocznie ścieśnione, nagie lub pokryte drobnymi bez łuskami. Głowa lekko spłaszczona. Otwór gębowy w położeniu końcowym. Brak zębów. Płetwa grzbietowa i odbytowa przesunięte do nasady ogona. Brak płetwy tłuszczowej – jej miejsce zajmuje płetwa grzbietowa, której podstawa znajduje się w linii lub za linią podstawy płetwy odbytowej. Wyraźnie zaznaczona jest linia boczna. Największe gatunki galaksowatych dorastają maksymalnie do 38 cm długości.
Wśród galaksowatych występują gatunki spędzające całe życie w wodach słodkich (niektóre endemiczne) oraz gatunki anadromiczne.

## Klasyfikacja
Filogeneza gatunków zaliczanych do tej rodziny nie została jednoznacznie ustalona, chociaż Johnson i Patterson (1996) przedstawili mocne argumenty za monofiletyzmem wyróżnianego dotychczas w odrębnej rodzinie Lepidogalaxias salamandroides i galaksowatych. W Fishes of the World z 2006 Nelson zaliczył Lepidogalaxias do galaksowatych i obniżył rangę Lovettiinae, Aplochitoninae i Galaxiinae z podrodzin do plemion (tribus).

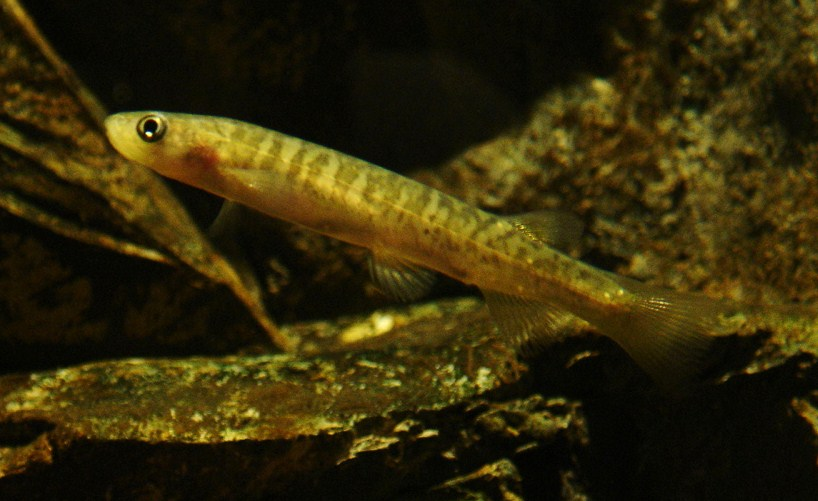
Galaxias vulgaris

Według Eschmeyera Lepidogalaxias wyodrębniany jest do Lepidogalaxiidae, a rodzaje zaliczane do Galaxiidae są zgrupowane w podrodzinach:
- Aplochitoninae: Aplochiton — Lovettia

- Galaxiinae: Brachygalaxias — Galaxias — Galaxiella — Neochanna — Paragalaxias

Znane z pokładów późnej kredy Afryki Południowej szczątki †Stompooria prawdopodobnie należą do Galaxiidae.